# Завод (Мордовия)
Завод — посёлок в составе Такушевского сельского поселения Теньгушевского района Республики Мордовия.

## География
Находится на расстоянии примерно 20 километров по прямой на востоко-юго-восток от районного центра села Теньгушево.

## История
Основан после в начале 1920-х годов. В 1931 году учтено 35 дворов.

## Население
Постоянное население составляло 5 человек (русские 100 %) в 2002 году, 3 в 2010 году.